# Wanzhou
Wanzhou (en chino, 万州; pinyin, Wànzhōu) es un distrito urbano bajo la administración del municipio de Chongqing, en el centro de la República Popular China. Se ubica río arriba del Yangtsé, cerca de las tres gargantas y debido a la construcción de la presa, el 47% de la antigua zona urbana quedó sumergida y tuvo que ser reubicada. Su área es de 3456 km² y su población total para 2020 superó el 1,56 millón de habitantes. 

## Administración
El distrito de Wanzhou se divide en 52 pueblos que se administran en 11 subdistritos, 29 poblados, 10 villas y 2 villas étnicas.

## Toponimia
El topónimo Wanzhou [/uán-zhóu/] se compone de los sinogramas Wan (miríada 'diez mil') y Zhou (Provincia).
Las Crónicas del Condado Wan (万县志) de la era Tongzhi (1862-1874) de la dinastía Qing dice: El nombre 'Wan' (diez mil) de esta ciudad se originó cuando la dinastía Zhou estableció la Comandancia Wanchuan (万川 'Diez Mil Ríos'), tomando como referencia que el Gran Río [Yangtsé] llega aquí, donde 'todas las corrientes convergen' de ahí su nombre. Por lo que el nombre Wanzhou significa «la provincia de los miles (de ríos)».

## Historia
Construida en el año 216 esta ciudad cuenta con una rica historia.
El distrito inicialmente formó parte de la prefectura Wanxian, luego de la ciudad Wanxian. Fue renombrada como Wanzhóu a finales de los 1990.
Wanzhóu hizo parte del distrito Quren de la prefectura Ba (巴郡朐忍县) durante la dinastía Qin. Se convirtió en distrito Yangqu (羊渠县) en el año 216. En el 230 durante la dinastía Han fue llamada condado Nanpu (南浦县). En el 553 durante la dinastía Wei del oeste paso a llamarse condado Yuquan (鱼泉县). En el 557 durante la dinastía Zhou del norte se le llama condado Anxiang (安乡县). En el 584 como Wanchuan (万川县) y en el 598 durante la dinastía Sui como Nanchang.
Bueno,continuó cambiando de nombre y administración con pocas diferencias. En el siglo XIX, era conocida en occidente como Wanhsien. En 1935 se convirtió como zona de Wanxian (万县专区). El 12 de diciembre de 1992 el gobierno creó la ciudad-prefectura Ciudad de Wanxian, dividiendo esta en 4 distritos menores.
Toda la ciudad fue anexada a la municipalidad de Chongqing el 20 de diciembre de 1997.
El 22 de mayo de 1998, el Consejo de Estado aprobó que las dos zonas mencionadas de Wanxian fuerann renombradas como Wanzhóu.

## Clima
| Parámetros climáticos promedio de Wanzhóu (1971−2000) | Parámetros climáticos promedio de Wanzhóu (1971−2000) | Parámetros climáticos promedio de Wanzhóu (1971−2000) | Parámetros climáticos promedio de Wanzhóu (1971−2000) | Parámetros climáticos promedio de Wanzhóu (1971−2000) | Parámetros climáticos promedio de Wanzhóu (1971−2000) | Parámetros climáticos promedio de Wanzhóu (1971−2000) | Parámetros climáticos promedio de Wanzhóu (1971−2000) | Parámetros climáticos promedio de Wanzhóu (1971−2000) | Parámetros climáticos promedio de Wanzhóu (1971−2000) | Parámetros climáticos promedio de Wanzhóu (1971−2000) | Parámetros climáticos promedio de Wanzhóu (1971−2000) | Parámetros climáticos promedio de Wanzhóu (1971−2000) | Parámetros climáticos promedio de Wanzhóu (1971−2000) |
| Mes                                                   | Ene.                                                  | Feb.                                                  | Mar.                                                  | Abr.                                                  | May.                                                  | Jun.                                                  | Jul.                                                  | Ago.                                                  | Sep.                                                  | Oct.                                                  | Nov.                                                  | Dic.                                                  | Anual                                                 |
| ----------------------------------------------------- | ----------------------------------------------------- | ----------------------------------------------------- | ----------------------------------------------------- | ----------------------------------------------------- | ----------------------------------------------------- | ----------------------------------------------------- | ----------------------------------------------------- | ----------------------------------------------------- | ----------------------------------------------------- | ----------------------------------------------------- | ----------------------------------------------------- | ----------------------------------------------------- | ----------------------------------------------------- |
| Temp. máx. media (°C)                                 | 10.4                                                  | 12.8                                                  | 17.4                                                  | 23.2                                                  | 27.4                                                  | 29.8                                                  | 33.4                                                  | 34.3                                                  | 28.7                                                  | 22.9                                                  | 17.6                                                  | 12.0                                                  | 22.5                                                  |
| Temp. mín. media (°C)                                 | 4.5                                                   | 5.8                                                   | 9.4                                                   | 14.4                                                  | 18.8                                                  | 21.8                                                  | 24.3                                                  | 24.2                                                  | 20.6                                                  | 15.8                                                  | 11.0                                                  | 6.6                                                   | 14.8                                                  |
| Precipitación total (mm)                              | 15.5                                                  | 17.1                                                  | 43.2                                                  | 101.9                                                 | 170.9                                                 | 210.5                                                 | 200.3                                                 | 146.8                                                 | 154.1                                                 | 104.6                                                 | 45.5                                                  | 18.6                                                  | 1229                                                  |
| Días de precipitaciones (≥ 0.1 mm)                    | 7.7                                                   | 7.7                                                   | 11.2                                                  | 14.6                                                  | 15.6                                                  | 15.2                                                  | 12.7                                                  | 10.9                                                  | 12.9                                                  | 13.7                                                  | 10.3                                                  | 8.5                                                   | 141                                                   |
| Fuente: Weather China                                 |                                                       |                                                       |                                                       |                                                       |                                                       |                                                       |                                                       |                                                       |                                                       |                                                       |                                                       |                                                       |                                                       |